# Escola Malagrida
Escola Malagrida és una obra d'Olot (Garrotxa) protegida com a bé cultural d'interès local.

## Descripció
D'estructura simètrica, té dues plantes a on predominen les finestres. L'edifici té un cos central més alt que els altres, la teulada del qual és perpendicular a les altres -que són horitzontals- a dues aigües i coronat per pinacles de ceràmica. A la part davantera hi ha dues parts situades als extrems i que sobresurten més que la façana. Disposa de baixos i pis superior. Les obertures es troben repartides per les façanes seguint un marcat racionalisme encara que disposa d'alguns elements de decoració de tradició barroca. Es va fer una restauració els anys 1983 i 1984 a càrrec de l'arquitecte gironí Arcadi pla, enderrocant-lo gairebé tot a excepció de la façana i adequant-lo, repartint aules i despatxos de nou. Es va afegir un pavelló. El cost pressupostat de les obres va ser de quaranta-sis milions de pessetes, dels quals, l'Ajuntament olotí en va pagar tretze i la resta anà a càrrec de la Generalitat de Catalunya.

## Història
A començaments del segle vint, a Olot convivien el Modernisme i el Noucentisme. Aquest darrer, amb les seves diferents corrents i contradiccions i una d'aquestes corrents tindrà la seva puntual aplicació a la capital de la Garrotxa. L'ala més típica i normativa - noucentista per antonomàsia- es trobà representada pel Grup Escolar Malagrida -de l'arquitecte Goday- i la Biblioteca Popular de la Mancomunitat -de Lluís Planas-, inaugurada el 1918 i avui dia desapareguda. Una altra, s'entroncà amb l'arquitectura europea del moment i fou representada per l'arquitecte Rafael Masó. Hi havia un tercer grup que accentuà els aspectes eclèctics, historicistes i, fins i tot, acadèmics.